# Antonio Cipolla
Antonio Cipolla, född 4 februari 1820 i Neapel, död 15 juli 1874 i Rom, var en italiensk arkitekt, främst verksam i Bologna, Florens och Rom. Cipolla ritade en rad byggnader i nyrenässans.

## Biografi
År 1848 ledde Cipolla restaureringen av kyrkan San Tommaso in Parione. Cipollas första, mera betydande, projekt var renoveringen av kyrkan Santo Spirito dei Napoletani vid Via Giulia i Rom åren 1852–1854. Han byggde om högkoret och ritade en ny fasad. Åren 1858–1861 restaurerades kyrkan San Giuseppe alla Lungara efter ritningar av Cipolla.
Kung Frans II av Bägge Sicilierna avsattes 1861 och gick då i exil. Initialt inhystes han i Palazzo del Quirinale av påve Pius IX; därefter residerade Frans II i Palazzo Farnese. Cipolla fick då i uppdrag att utföra en restaurering av palatsets piano nobile och loggia.
Under 1860- och 1870-talet ritade Cipolla två bankpalats: Palazzo della Banca d'Italia i Florens och Palazzo della Cassa di Risparmio (Palazzo Cipolla) vid Via del Corso i Rom, bägge i nyrenässans. Det senare palatset fick han rita efter att ha segrat i en arkitekttävlan mot bland andra Luigi Gabet, Giulio Podesti och Agostino Mercandetti. Gatuvåningen är rusticerad, medan de två övre våningarna har hörnkedjor. År 1933 genomfördes en restaurering av Palazzo della Cassa di Risparmio, vilket bland annat innebar att Cipollas paradtrappa revs;  detta väckte skarp kritik.
År 1874 ritade Cipolla en kyrka för den anglikanska kommuniteten i Rom; den uppfördes vid Piazza di San Silvestro. Denna kyrka revs dock senare i samband med breddningen av piazzan.

## Bilder
| - Santo Spirito dei Napoletani i Rom. - Palazzo della Banca d'Italia i Florens. |